# Dysphania selangora
Dysphania selangora är en fjärilsart som beskrevs av Swinhoe 1893. Dysphania selangora ingår i släktet Dysphania och familjen mätare. Inga underarter finns listade i Catalogue of Life.